# 2003年6月

## 6月30日
- 中国长江防汛总指挥部已向长江沿线四川、重庆、湖北、湖南、江西、安徽、江苏和上海八省市发出紧急通知，要求各地切实做好长江防汛工作。
- 印度尼西亚警方宣布抓获巴厘岛爆炸案主嫌。
- 北京施行《关于实施北京市工作居住证制度的若干意见》。
- 微软调降亚洲地区Xbox游戏主机价格至179美元。
- 菲律宾军方宣称，政府军遭到不明游击队的袭击，13人死亡，10人受伤。（页面存档备份，存于）
- 由于克罗地亚拒绝了美国的“不向国际刑事法庭引渡美国公民”条约，美国将从7月1日起停止对克罗地亚的军事援助。（页面存档备份，存于）

## 6月29日
- 内地与香港更紧密经贸关系安排（CEPA）今日下午在香港正式签署。
- 国际奥委会执委会决定，2008年奥运会的举办日期将比原定日期推迟两周，改在8月8日至24日举行。
- 美国影坛第一夫人凯瑟琳·赫本辞世，享年96岁。
- 法国队以１：０战胜对手喀麦隆队，蝉联国际足联联合会杯足球赛冠军。喀麦隆队获得亚军。
- 以色列开始从加沙地带撤军。（页面存档备份，存于）
- 6月20日至6月29日——爱尔兰都柏林举办2003年世界特殊奥林匹克运动会。

## 6月28日
- 广西岑溪发生一起沉船事件，1人死亡7人失踪。
- 河北抚宁县煤矿瓦斯爆炸，造成5人死亡数人受伤。

## 6月27日
- 喀麦隆国脚维维安·福在喀麦隆队与哥伦比亚队进行联合会杯半决赛时，猝死在足球场上。
- 美国最高法院推翻了得克萨斯州禁止同性恋者在自愿情况下性交的法例。
- 加拿大以间谍嫌疑为名拒大陆一名《人民日报》记者姚海泉（译音）移民，但是《人民日报》表示完全不知姚这个人。（页面存档备份，存于）
- 上海浦东开张世界最大移动游乐场。

## 6月26日
- 国际禁毒日主题：远离毒品，关爱未来。
- 驻韩美第八军司令首次表明驻韩美军将部分裁减。
- 台湾宜兰南澳凌晨发生里氏规模四地震。
- 世界最大输变电工程、国家西电东送工程中通道重点项目、三峡输变电工程的组成部分之一的荆州换流站进入主体设备安装期。
- 驻伊拉克美军汽车再遭袭击，至少一名士兵死亡。
- 菲律宾反政府武装袭击政府军，造成18人死亡，3人受伤。
- 哈萨克斯坦议会上院批准了“关于确认《上海合作组织宪章》”的法律。
- 八宝山追悼会送别中国“科幻之父”郑文光。
- 湖南醴陵一花炮厂发生爆炸，9人死亡。
- 中国抢救性保护滩头年画工作正式启动。

## 6月25日
- 美国驻利比里亚使馆遭炮击，3人死亡16人受伤。
- 印度海军在俄罗斯圣彼得堡接收“克里瓦克”级护卫舰中的第二艘“特利舒尔”号隐形军舰。
- 台湾前军情局官叶炳南在大陆获释。
- 中国电信集团公司所属北方九省电信分公司近日已全部挂牌运营。
- 俄罗斯第一届圣彼得堡国际海军节开幕。
- 阿富汗城市喀布尔发生特大火灾。
- 中国银行沈阳分行发生坠楼事件 “某处长”身亡。
- 朝鲜百万群众在平壤集会纪念“反美斗争日”。
- 香港政府任命王锡基为创新科技署署长。
- 美国国会众议院通过决议，决定授予英国首相托尼·布莱尔一枚金质奖章，以感谢他在2001年9.11袭击后对美国反恐以及伊拉克战争的支持。
- 美国与欧盟发表联合声明，要求伊朗放弃核武计划。

## 6月24日
- 英国皇家宪兵队（Royal Military Police）在伊拉克一个城镇阿马拉附近的Majar al-Kabir受到袭击，6人死亡，8人受伤。

## 6月23日
- 在纽约的皮克斯基尔市（Peekskill），一个十个月大的女婴从七层楼掉下来后仍然生存。她的父亲，威利·威廉斯（Willie Williams），把她带到医院进行治疗。但是威廉斯后来因为涉嫌故意谋杀被警方逮捕。
- 在印度尼西亚的印尼国防军与“自由亚齐运动”武装人员发生的交火中，有6名该组织的成员被打死，2人被俘虏，22人投降。

## 6月22日
- 加拿大的卫生官员表示，加拿大的首都多伦多的非典病人中又有两人死亡，使得加拿大死于非典的人数达到38人。
- 哥伦比亚的军方宣布，哥伦比亚的反政府武装“哥伦比亚革命武装力量”的一处秘密地点被军方发现并被占领，共缴获3吨炸药等军用物资。

## 6月21日
- 南非总统姆贝基批准了向刚果派遣维和部队的方案。
- 哈利·波特第五部《哈利·波特与凤凰令》（Harry Potter and the Order of the Phoenix）的英文版系列开始发行。
- 根据一名美国情报官员透露的消息，中国将在未来的几周内进行洲际及潜射导弹的试射。
- 根据国际货币基金组织和阿根廷的双方协议报告，该基金组织将继续向阿根廷提供31亿美元的贷款。
- 由于法国政府搜捕流亡到法国的伊朗反政府武装组织人民圣战者，又有两名伊朗男子在法国驻英国大使馆外自焚抗议。
- 美国总统乔治·沃克·布什将提名斯科特·麦克莱伦为新的白宫新闻秘书。

## 6月20日
- 《基督教箴言报》（Christian Science Monitor）为它的有关苏克兰政治家乔治·祖卡路威（George Galloway）从萨达姆·海珊那里接受了一千万美元的错误报道表示道歉，但是祖卡路威拒绝接受这个道歉。
- 维基媒体基金会宣告成立。

## 6月19日
- 马来西亚首相马哈迪·莫哈末最后一次以巫统党主席身份出席巫统代表大会。
- 美国海基导弹防御系统第四次导弹拦截试验失败。

## 6月18日
- 为抗议法国逮捕流亡到法国的伊朗左派分子，两名伊朗妇女18日在巴黎自焚。其中一人死亡。
- 美国密歇根州本顿港发生骚乱，政府宣布该镇进入紧急状态，并实行宵禁。
- 韩国警方称，由于涉嫌腐败问题，前总统金大中的政策企化首席秘书朴智元已经被警方逮捕。
- 在担任第一位芬兰女总理两个月后，耶滕迈基（Anneli Jäätteenmäki）承认在大选期间曾经获得关于伊拉克问题的敏感政治信息。耶滕迈基已经正式向芬兰总统提出辞呈。
- 安哥拉政府称，一架波音727客机在罗安达国际机场被盗。联邦航空局（FAA）要求美国所有机场的控制塔注意不按时间表飞行的飞机。

## 6月17日
- 林納斯·托瓦茲宣布他将结束在Transmeta的工作，从现在开始，他将为OSDL工作。
- 为了回应安大略省一家上诉法院对加拿大现行的婚姻定义非法的判决，加拿大将正式立法讨论同性婚姻的问题，总理让·克雷蒂安表示他的政府将引入立法以改变对婚姻的定义，但他同时表示将保留不同宗教教派自行决定何种婚姻合法的权力。如果议案通过，加拿大将成为继比利时和荷兰之后，第三个给以同性恋婚姻合法地位的国家。
- 日本共同通信社报道美国军队在巴格达西部100公里的Ar Ramadi逮捕了一名日本记者Rei Shiba和两个伊拉克导游。报道说，他们在被捕时被用袋子套住了头。
- 美军士兵打死两名前伊拉克士兵。他们当时在抗议自从美军占领他们的国家后就没有领到过薪金。

## 6月14日
- 有55%捷克公民参与的投票中，有77%的公民赞成捷克加入欧盟。

## 6月1日
- 中國三峡大坝开始蓄水。
- 三峽大壩永久性船閘正式開通。